# Chrystodul (Saridakis)
Chrystodul, imię świeckie Christos Saridakis (ur. 1943 w Kamarze, zm. 14 grudnia 2021 w Heraklionie) – duchowny prawosławnego Patriarchatu Jerozolimy, od 1994 metropolita Elefterupolis.

## Życiorys
Do Jerozolimy przybył w 1957. W 1962 został wyświęcony na diakona i złożył śluby zakonne. Święcenia kapłańskie przyjął w 1964. W 1967 uzyskał godność archimandryty. Chirotonię biskupią otrzymał w 1988 jako tytularny biskup Areopolis. W 1991 został mianowany członkiem Świętego Synodu i arcybiskupem Elefterupolis. W 1994 został wyniesiony do godności metropolity.